# Râul Valea Lungă, Turcu
Râul Valea Lungă este un afluent al râului Turcu. 

## Hărți
- Harta județului Brașov